# Молодово (Брестская область)
Молодово (бел. Мо́ладава) — агрогородок в Ивановском районе Брестской области Белоруссии. Административный центр Молодовского сельсовета. Население — 699 человек (2019).

## География
Молодово находится в 12 км к северо-востоку от Иваново и в 7 км к юго-востоку от посёлка Мотоль. Рядом проходит граница с Пинским районом. Местность принадлежит бассейну Днепра, вокруг села — сеть мелиоративных каналов со стоком в протекающую в трёх километрах к северу Ясельду. Через деревню проходит автодорога Мотоль — Пинск, местные дороги соединяют Молодово с соседними деревнями Достоево и Бусса. Ближайшая ж/д станция в Иваново (линия Брест — Пинск — Гомель).

## Геральдика
Герб и флаг учреждены Указом Президента Республики Беларусь от 11 марта 2011 года № 101 и зарегистрированы в Государственном геральдическом регистре 15 марта 2011 года № Б-200  и № Б-201. Одобрены решением Молодовского сельского Совета депутатов от 30 декабря 2009 года № 59.

## История

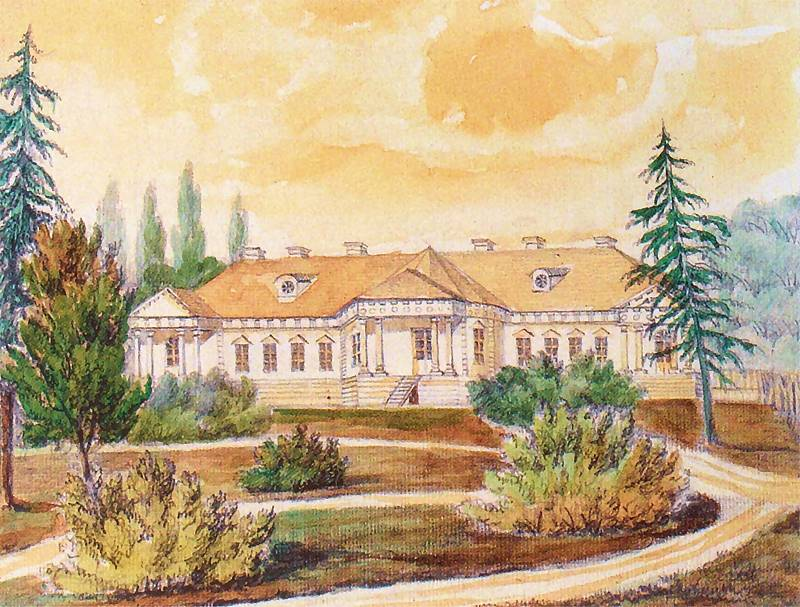
Усадьба Скирмунтов на картине Н. Орда

Поселение впервые упомянуто в источниках в 1497 году. С конца XV века было владением рода Войнов герба «Трубы». Его первым владельцем был Матвей Война, который получил поместье в дар от последнего из князей Пинских Фёдора Боровского. В 1540 году король Сигизмунд I своим актом подтвердил принадлежность имения Войнам, в 1567 году Молодово принадлежало пану Войну Гричину, подкоморию пинскому.
В 1692 году Элеонора, дочь пинского маршалка Матвея Войны, вышла замуж за Казимира Доминика Огинского, после чего имение перешло к роду Огинских. В 1792 году владелец поместья Михаил Клеофас Огинский, автор знаменитого полонеза, продал Молодово и Поречье за 468 тысяч злотых Шимону Скирмунту, после этого роду Скирмунтов Молодово принадлежало вплоть до 1939 года.

В конце XVIII века была построена деревянная Вознесенская церковь, в которую был перенесён из храма-предшественника старинный колокол 1583 года (сохранился). В 1798 году Шимон Скирмунт закончил строительство усадебного дворца в стиле классицизм.

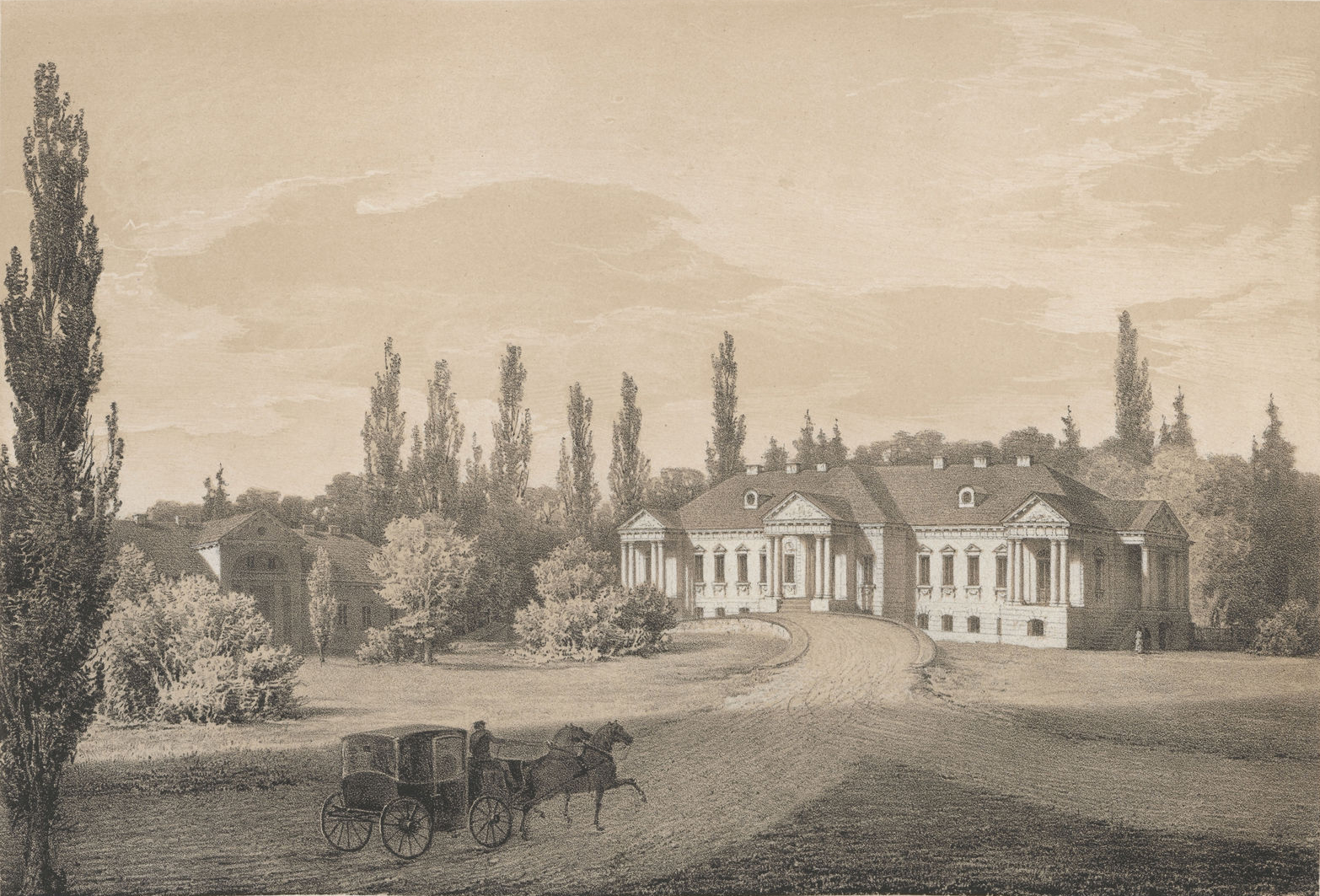
Дворец Скирмунтов в Молодово, Н. Орда

После третьего раздела Речи Посполитой (1795 год) Молодово вошло в состав Российской империи, с 1801 года принадлежало Гродненской губернии.
Шимон Скирмунт сделал Молодово фамильной резиденцией, после него имение принадлежало его сыну Александру. В 1870 году после смерти Александра Молодово унаследовал Генрих Скирмунт, а затем сын последнего, также Генрих. В 1905—1908 годах по проекту виленского архитектора Тадеуша Ростворовского в усадьбе была выстроена католическая часовня в форме купольного храма-ротонды.
Во время Первой мировой войны усадьба была разграблена, но после войны Генрих Скирмунт сумел восстановить ущерб. Согласно Рижскому мирному договору (1921) деревня вошла в состав межвоенной Польши, где принадлежала Полесскому воеводству. В сентябре 1939 года Западная Белоруссия была присоединена к СССР, последних владельцев имения 72-летнего Генриха и его 67-летнюю сестру Марию расстреляли местные активисты.
Во время Великой Отечественной войны село находилось под оккупацией с июня 1941 года по июль 1944 года. В 1943 году дворец и прочие усадебные постройки сгорели и были до основания разобраны в послевоенное время. От всего усадебного комплекса сохранилась лишь часовня-ротонда и несколько фамильных надгробий Скирмунтов рядом с ней.
21 июля 1980 года в состав Молодово включена деревня Кучево.
В 2000-х годах рядом с деревянной Вознесенской церковью конца XVIII века была построена новая каменная церковь и отдельно стоящая каменная колокольня, куда был перенесён старинный колокол 1583 года, по некоторым данным, самый старый колокол на территории современной Белоруссии.
В 2010 году деревня Молодово преобразована в агрогородок.

## Культура
- Дом культуры
- Историко-краеведческий музей ГУО «Молодовская средняя школа»

## Достопримечательности
- Церковь Вознесения Господня. Деревянная православная церковь конца XVIII века. Памятник народного деревянного зодчества. В начале XXI века рядом с ней выстроено здание новой каменной церкви.  Историко-культурная ценность Республики Беларусь, шифр 113Г000271
- Часовня-ротонда Скирмунтов. Католическая часовня построена в 1908 году. Памятник архитектуры неоклассицизма[10].  Историко-культурная ценность Республики Беларусь, шифр 112Г000270. Архитектор — Тадеуш Ростворовский.

Церковь Вознесения и часовня Скирмунтов включены в Государственный список историко-культурных ценностей Республики Беларусь.
- Фамильные захоронения Скирмунтов. Сохранилось несколько надгробий на бывшем кладбище рядом с часовней.
- Братская могила советских воинов и партизан. Похоронены 14 воинов, в 1958 году на могиле установлен памятник[14].

### Памятник, скульптура
- Памятник В. И. Ленину
- Памятник землякам на кладбище. Установлен в 1974 году в честь 142 односельчан, погибших в годы войны[14].

### Утраченное наследие
- Усадебно-парковый комплекс Скирмунтов — построен в 1798 году по проекту архитектора Ван-Гросса, имел черты стиля ампир.

## Галерея

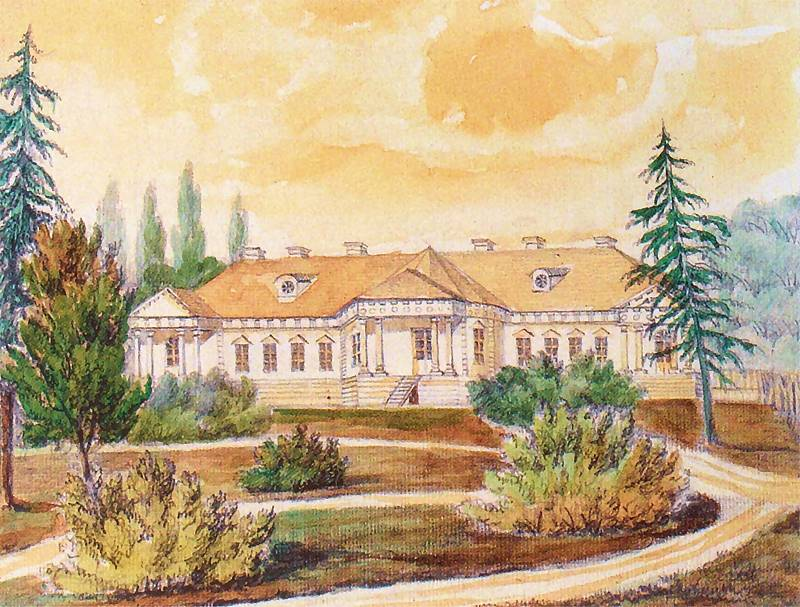
Усадьба Скирмунтов на картине Н. Орда
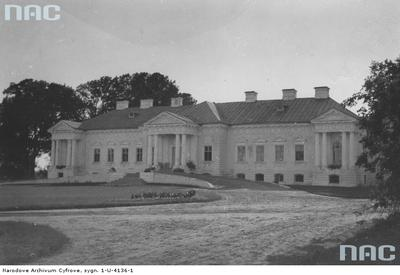
Усадьба в 1937 году
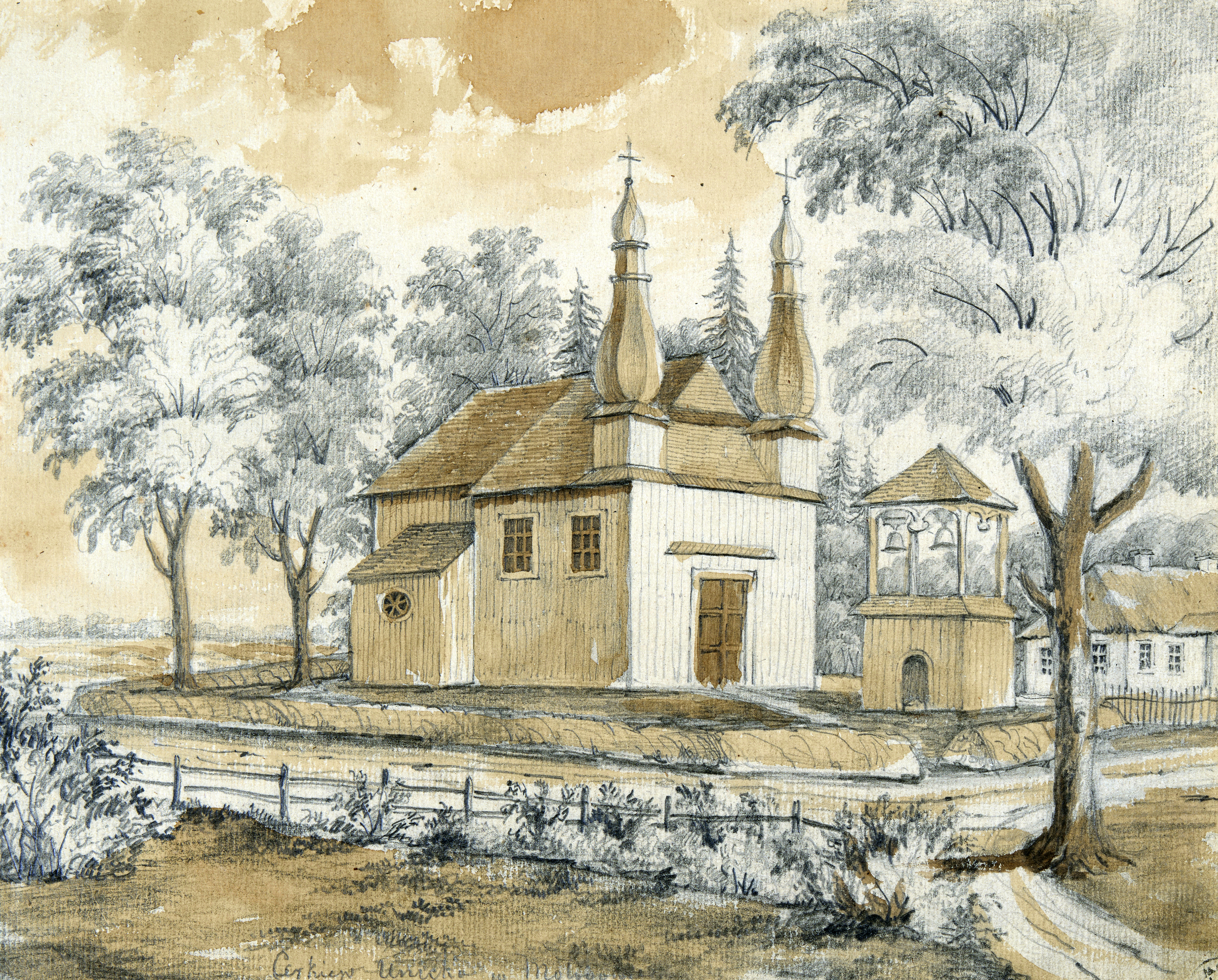
Церковь Вознесения Господня на картине Н. Орда, 1864
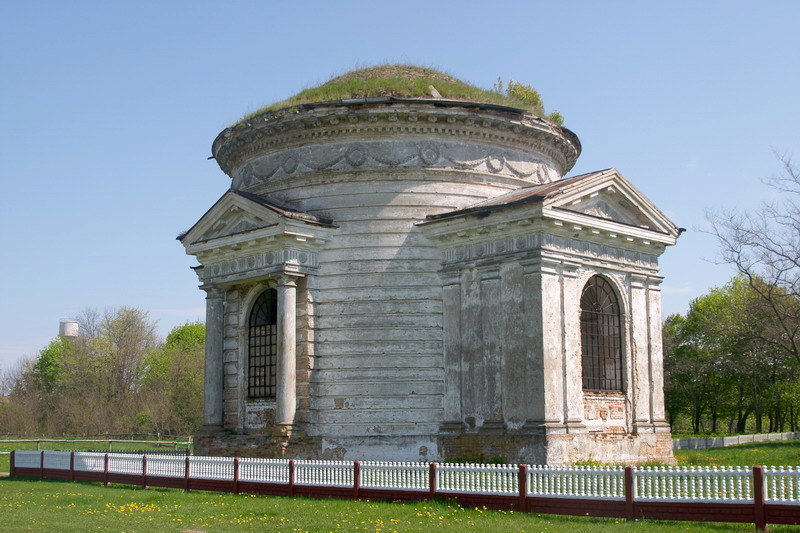
Часовня-усыпальница
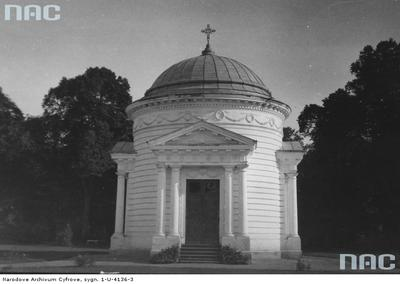
Часовня-ротонда. Фото 1937 года
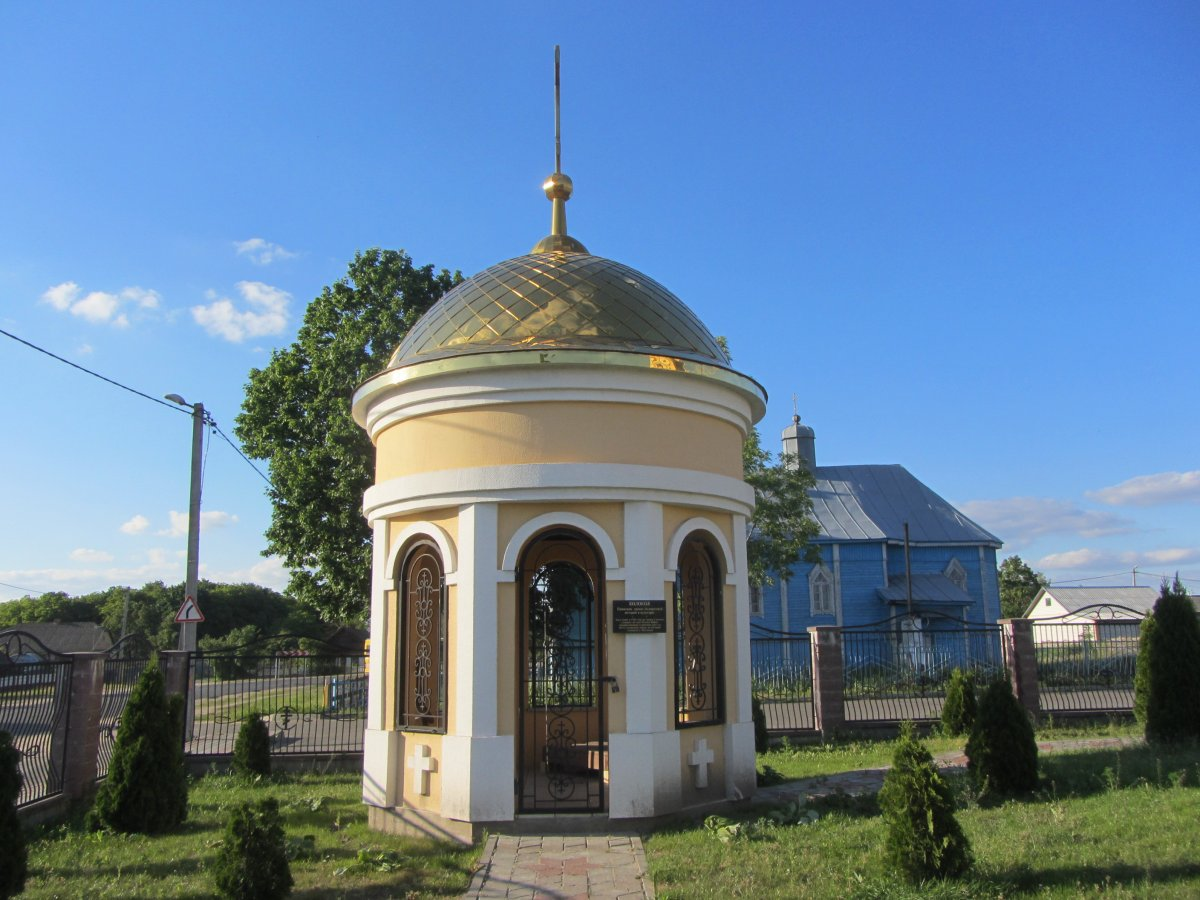
Звонница при новой церкви